# الثلج يأتي من النافذة (رواية)
الثلج يأتي من النافذة رواية للكاتب السوري حنا مينه، صدرت عام 1999.

## عن الرواية
كتبت الرواية عام 1969 ونشرت عام 1999، وتستعرض وضع المناضلين اليساريين في مواجهة الحكومات الرجعية، وتصور لنا الوضع في لبنان والبيئة الشعبية المسيحية. وككل روايات حنا مينه فإنها تحمل رموزا عميقة المعاني، فنضال خليل يصور مراحل من النضال اليساري، من التنور والتعلم على ضوء الشموع إلى مرحلة المعاناة الفردية والعمل الشاق، وصولا للمرحلة الأسمى والنضال الفعلي حين يعمل على كتابة منشورات ثورية ونشرها.

### قصة الرواية
تعرض لنا الرواية عامين من حياة بطل الرواية (فياض)، خلال فترة الخمسينات، حيث كانت الحكومة العميلة والرجعية تلاحق الكتاب المعارضين اليساريين، فيهرب إلى لبنان ويسكن مع عائلة صديقه (خليل غزالة)، عالة عليهم وهم فقراء، ليتنكر باسم (ميشيل) ويعمل في مطعم، ثم ينتقل ليسكن عند رفيق آخر (جوزيف بو عبدة)، فينعم بالمعيشة قليلا ويعاود المطالعة والكتابة، ما يلبث جوزيف أن يفقد عمله، فيفارقه فياض بصمت، ويجد عملا في بناء قيد الإنشاء ويتخفى كعامل باسم (سليمان)، وفي النهاية يأتي أحد الرفاق ليصحبه دون أن نعلم، وهذه القصة تمتد على مدى الفصول الأربعة للرواية (حتى نهاية الصفحة 345)، في الفصل الخامس الأخير نعلم أن السلطات تمكنت من اعتقاله وقضى ستة أشهر في السجن، ثم أُفرج عنه، فيلتجئ لقرية نائية في جبل لبنان، وهناك يتوفر له الجو الهادئ رغم كآبة الفراغ، فيكتب قصة طويلة، وبعدها يقرر العودة لوطنه، فيصل دمشق هاتفا وكأنه يقسم: «لن أهرب بعد الآن .. لن أهرب بعد الآن».

### اقتباسات من الرواية
غنّ يا رفيقي، غنّ من أجل الذين هناك غنّ... والذين هناك يغنون والدرب طويل... أيها السائرون عليه، ارفعوا رؤوسكم، غنوا رغم السياط غنوا، رغم السلاسل غنوا لا تخافوا الحياة... الحياة تقتل من يخافها..